# Gwendoline
Gwendoline (ang. The Perils of Gwendoline in the Land of the Yik Yak) – francuski film fabularny z 1984 roku powstały w reżyserii Justa Jaeckina, twórcy erotyku Emmanuelle (1974). Przypisuje mu się przynależność do nurtu sexploitation.
Projekt luźno oparto na serii komiksów o tematyce bondage'owej autorstwa artysty-fetyszysty Johna Williego, przede wszystkim na wykreowanej przez niego postaci Sweet Gwendoline.
Film uchodzi za jeden z najdroższych w historii kina francuskiego.

## Opis fabuły
Lata 80. XX wieku, tereny chińskie. Porwana przez trójkę złodziejaszków, tytułowa bohaterka Gwendoline zostaje sprzedana właścicielowi lokalnego kasyna. Uratowana przez przystojnego miłośnika przygód Willarda, wyjaśnia mu, jaki jest cel jej wizyty w Chinach. Dziewczyna liczy na schwytanie rzadkiego gatunku motyla, który wymknął się jej ojcu, cenionemu naukowcowi; od powodzenia tej misji zależy reputacja mężczyzny. Gwendoline oferuje Willardowi dwa tysiące dolarów w zamian za jego przewodnictwo po mocno orientalnych terenach. Oboje ruszają w przeprawę przez dziką dżunglę, towarzyszy im służąca Gwendoline, Beth. Celem podróży jest kraina plemienia Yik-Yak, gdzie napotkać można unikatowego owada.

## Obsada
- Brent Huff jako Willard
- Tawny Kitaen jako Gwendoline
- Zabou Breitman jako Beth
- Bernadette Lafont jako Królowa
- Jean Rougerie jako D`Arcy

## Struktura filmu
Film posiada charakterystyczną strukturę, w której kilkukrotnie przewijają się wątki schwytania konkretnego lub wszystkich głównych bohaterów, a następnie sceny akcji ewakuacyjnych (ucieczki). Struktura ta, opierając się na kilkukrotnym powtórzeniu danych wątków, podsyca nastrój zagrożenia panujący wśród bohaterów.

## Plan zdjęciowy
Zdjęcia do filmu realizowano w dwóch miejscach: w jednym ze studiów filmowych gminy Boulogne-Billancourt (Francja) oraz na Filipinach.

## Wydanie filmu
Amerykańskim dystrybutorem filmu została firma Severin Films. Pod tytułem The Perils of Gwendoline in the Land of the Yik-Yak w USA wydano ocenzurowaną wersję filmu, trwającą osiemdziesiąt siedem minut. Wersja reżyserska, krążąca jako Gwendoline: Unrated Director's Cut, udostępniona została za pośrednictwem tego samego dystrybutora i trwa tyle samo, co oryginalna edycja francuska − sto pięć minut.
W Polsce film nie spotkał się dotychczas z komercyjną dystrybucją.